# Oxypilus hamatus
Oxypilus hamatus är en bönsyrseart som beskrevs av Roger Roy 1966. Oxypilus hamatus ingår i släktet Oxypilus och familjen Hymenopodidae. Inga underarter finns listade i Catalogue of Life.